# Malcolm Esajas
Malcolm Esajas (* 12. Juli 1986 in Amsterdam, Nordholland) ist ein niederländischer Fußballspieler. Er spielt auf der Position eines Stürmers für den FC Den Bosch in der Eerste Divisie. Zuvor war er für MVV Maastricht und ADO Den Haag aktiv.